# Patrick Schulte
Patrick Schulte (St. Charles, 13 de marzo de 2001) es un futbolista estadounidense que juega en la posición de portero para el Columbus Crew de la Major League Soccer.

## Selección nacional
Tras jugar en las categorías inferiores de la selección, finalmente hizo su debut con la selección absoluta de Estados Unidos el 20 de enero de 2024 contra Eslovenia en un partido amistoso que finalizó con un resultado de 0-1 a favor del combinado esloveno tras un gol de Nejc Gradišar.

## Clubes
| Club                         | País           | Año   | Partidos | Goles |
| ---------------------------- | -------------- | ----- | -------- | ----- |
| Saint Louis FC               | Estados Unidos | 2019  | 1        | 0     |
| St. Louis Scott Gallagher SC | Estados Unidos | 2021  | 9        | 0     |
| Columbus Crew 2              | Estados Unidos | 2022  | 18       | 0     |
| Columbus Crew                | Estados Unidos | 2022- | 83       | 0     |

## Palmarés

### Títulos nacionales
| Título  | Club          | País           | Año  |
| ------- | ------------- | -------------- | ---- |
| MLS Cup | Columbus Crew | Estados Unidos | 2023 |

### Títulos internacionales
| Título      | Club          | País           | Año  |
| ----------- | ------------- | -------------- | ---- |
| Leagues Cup | Columbus Crew | Estados Unidos | 2024 |